# تيريزا كونغوندا سوبيسكي
تيريزا كونغوندا سوبيسكي (بالإنجليزية: Theresa Kunegunda Sobieska)‏ (و. 1676 – 1730 م) هي سياسية بولندية، ولدت في كراكوف، توفيت في البندقية، عن عمر يناهز 54 عاماً.